# Miranda Sex Garden
Miranda Sex Garden è un gruppo inglese, attivo sulla scena musicale londinese degli anni novanta e riunitosi nel 2022.

## Storia
In origine si trattò di un trio di cantanti di madrigale, Katharine Blake, Kelly McCusker e Jocelyn West, conosciutesi durante i loro studi alla Purcell School for Young Musicians a Bushey. Il nome della band è ripreso da un romanzo di Williams S. Burroughs, Il biglietto che esplose (The Ticket That Exploded). 
Il primo singolo Gush Forth My Tear, inciso nel 1991, è un madrigale con accompagnamento ritmico, missato da Danny Rampling; sempre da madrigali è composto il primo album, Madra, interamente cantato a cappella e con testi completamente basati su poesie tradizionali inglesi. 
Durante il 1992 la formazione variò con la fuoriuscita della West, sostituita da Donna McKevitt (voce, viola e violino), e con l'ingresso di Ben Golomstock (chitarra, basso, tastiere e voce) e Trevor Sharpe (batteria e basso). Grazie anche ai nuovi membri, nella loro seconda opera, l'EP Iris (1992), il suono si era già evoluto in un miscuglio di vocalità di stile madrigalistico e di reminiscenze gothic rock, darkwave, ethereal wave e musica industriale. 
Il 1993 è l'anno di uscita del secondo album Suspiria e dell'EP Sunshine. Sempre nel corso del 1993 Kelly McCusker lasciò la band per dedicarsi solamente alla musica classica e venne rimpiazzata da Hepzibah Sessa.
Nel corso della loro carriera artistica, le sonorità del gruppo assunsero progressivamente un tono più dark e sofisticato. Nel loro terzo album, Fairytales of Slavery, prodotto in parte da Alexander Hacke degli Einstürzende Neubauten, dichiararono di voler creare musica che evocasse un "seducente giardino di delizie terrene, pieno di colore e caos."
Nel 1995 la band si sciolse una prima volta e Katharine Blake, insieme a Dorothy Carter, nel 1996 creò le Medieval Babes.
La prima reunion del 1999, con l'ingresso di nuovi elementi, portò alla realizzazione dell'album intitolato Carnival of Souls, uscito nell'aprile del 2000. 
La band si è nuovamente riunita nel 2022 ed ha tenuto il primo concerto il 28 luglio al London's 100 Club.

## Membri del gruppo
Il gruppo ha conosciuto significativi avvicendamenti dei suoi componenti nel corso degli anni, con l'eccezione della sola Katharine Blake, unica componente stabile per tutta la vita artistica della formazione, che chiusa l'esperienza col gruppo, fonda le Mediæval Bæbes. I componenti che parteciparono al loro ultimo album, Carnival of Souls, furono:
- Katharine Blake (Voce, Violino, Percussioni, Glockenspiel, Pianoforte; 1991-2000)
- Ben Golomstock (Chitarra, Organo, Tastiere, Harmonium, Glockenspiel, Pianoforte, Basso, Voce; 1992-2000)
- Trevor Sharpe (Batteria, Percussioni, Basso; 1992-2000)
- Teresa Casella (Basso; 2000)
- Mike Servent (Tastiere; 2000)
- Barney Hollington (Violino, Organo Hammond; 2000)

Ex-componenti:
- Kelly McCusker (Voce, Violino, Organo; 1991-1994)
- Jocelyn West (Voce; 1991)
- Donna McKevitt (Voce, Viola, Violino; 1992-1994)
- Hepzibah Sessa (Voce, Tastiere; 1994)

## Discografia

### Album
- 1991 - Madra (Mute Records, STUMM91, LP, CD)
- 1993 - Suspiria, (Mute Records, STUMM 112, 2xLP, CD)
- 1994 - Fairytales of Slavery (Mute Records, STUMM 129, LP, CD)
- 2000 - Carnival of Souls (Cleopatra Records, CLP 0884-2, CD)

### EP
- 1992 - Iris, (Mute Records, STUMM 97, 12", CD)
- 1993 - Sunshine, (Mute Records, 12 MUTE 154, 12", CD)

### Singoli
- 1991 - Gush Forth My Tears
- 1993 - Sunshine
- 1993 - Play
- 1994 - Peepshow
- 2000 - Tonight